# الاتحاد العام للطلاب العرب في أوروبا
الاتحاد العام للطلاب العرب في أوروبا GUASE هو مؤسسة ثقافية تعنى بشؤون الطلاب المقيمين في دول الاتحاد الأوروبي أو الراغبين بالالتحاق بالجامعات والمعاهد الأوروبية. يقع المقر الرئيسي للاتحاد في باريس مع ممثليات بمختلف العواصم الأوروبية.

## أهدافها
- تطوير الحوار ومد جسور التبادل الثقافي بين الفئة الشابة العربية والأوروبية.
- تطوير العلاقات بين الجامعات العربية والأوروبية.
- تنظيم ندوات ومؤتمرات بين المؤسسات والهيئات الثقافية العربية والأوروبية.
- التأسيس والتسهيل لتبادل الخبرات الأكاديمية.
- الاستفادة من النماذج الأوروبية لبناء الكوادر المتخصصة.